# 國會金質獎章

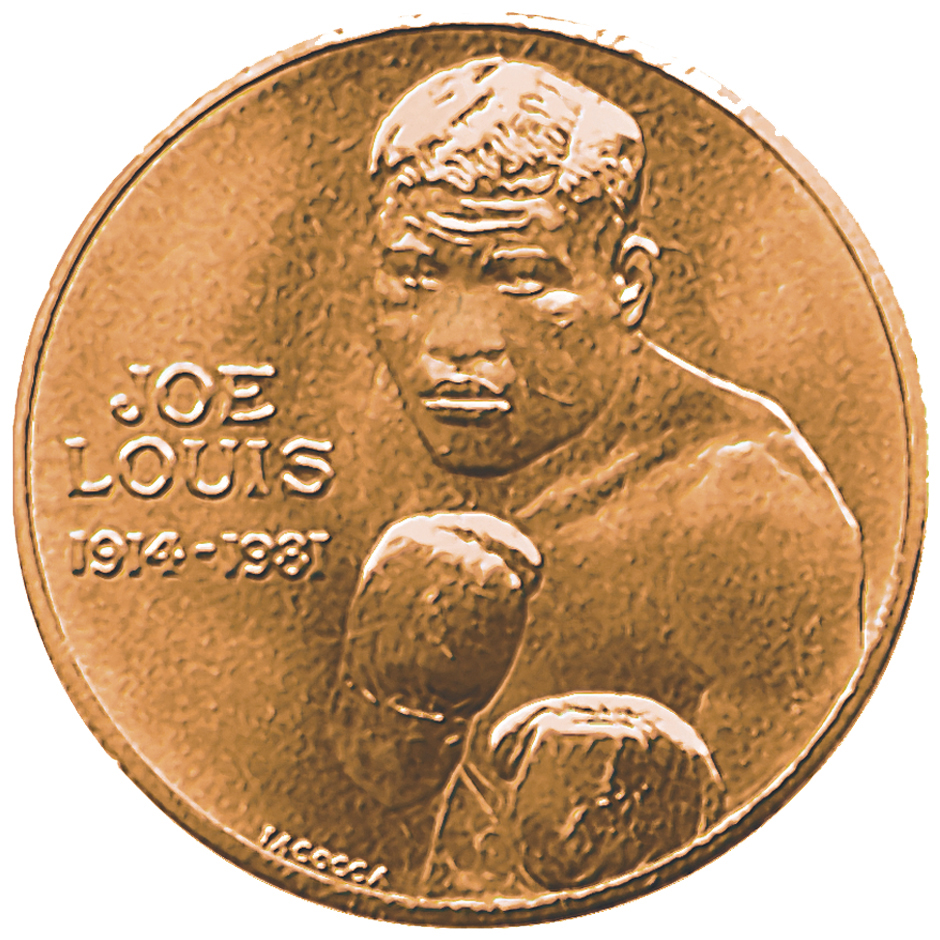
乔·路易斯获得的美国国会金质奖章

國會金質獎章（英語：Congressional Gold Medal，簡稱國會金章）是美國國會所頒發，與總統自由勳章並列為美國最高的平民榮譽。頒給「對美國歷史及文化有影響，並被認為做出該方面的主要成就」的人。
最早的受獎者是一些參與了美國獨立戰爭以及墨西哥戰爭的人民，後來的獲獎者包括演員、作家、音樂家、探險家、太空人、救生員、科學家、運動員、人道主義者等。对于获奖者没有国籍限制，非美国公民亦可以授予奖章。
於911事件中遭劫持之聯合航空93號班機上之所有機組員及乘客皆於事後追頒本獎項，以示對於這些勇敢的機組員及乘客們反抗劫機者、避免該班機繼續襲擊其他建築物的貢獻。

## 外部連結
- List of recipients（页面存档备份，存于）
- Congressional Research Service (CRS) Reports regarding Congressional Gold Medals
- PDF of CRS Report RL30076, Congressional Gold Medals, 1776-2006, Updated December 20, 2006（页面存档备份，存于）

1. ↑  . senate.gov.   [2012-09-09]. （原始内容存档于2016-10-12）.